# Nicolau Barreto

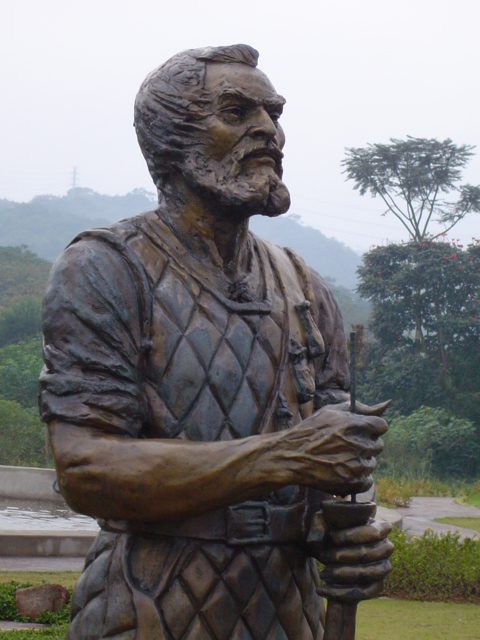
Monumento aos Bandeirantes, instalado no acesso ao Centro Histórico de Santana de Parnaíba SP

Nicolau Barreto foi um bandeirante do primeiro período de bandeiras e entradas, que liderou uma expedição com a participação de mais de cem colonos. Ao devassar o vale do Paranapanema em 1602-3, capturou cerca de dois mil cativos.

## História
Nascidos no Rio de Janeiro, Nicolau Barreto e seus dois irmãos eram integrantes do movimento devassador dos Sá. Após se mudarem para São Paulo, Roque Barreto, com nomeação concedida pelo donatário, tornou-se capitão-mor. Já Francisco Barreto participou de bandeiras no sertão, partindo no ano de 1607 com expedição pelo porto fluvial de Pirapitingui em área onde as bandeiras contavam com um bom terreno para a caça.
Nicolau casou-se com a filha de Jorge Moreira (capitão-mor), Lucrécia Moreira.

### Importância de Nicolau Barreto para a história do Brasil
Nicolau Barreto foi um importante bandeirante do ciclo inicial das entradas e bandeiras. Organizou em 1602 uma bandeira de 300 brancos, mamelucos e corpo indígena e, sob a capa de descobrir ouro e prata, desceu o Rio Tietê e se internou na região do baixo rio Paraná.

## A bandeira de Nicolau
De acordo com alguns historiadores, a bandeira de Nicolau Barreto teria feito o seguinte caminho: após passarem do Paraná ao Rio Paraguai, eles chegaram à área onde atualmente localiza-se a Bolívia, invadindo o então Peru para a Província do Guairá enquanto lutavam com os temiminós. Depois, indo por um dos afluentes do rio Paraná, o Caminho do Piquiri, há teorias sobre uma possível chegada em Potosi, chegando ao rio Madeira ou ao rio tributário do Pilcomaio.

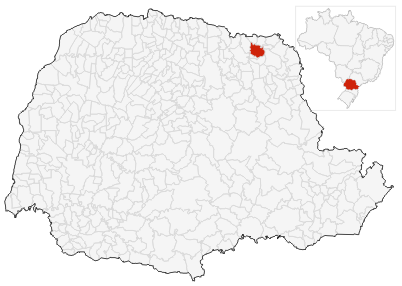
Município com o nome de "Bandeirantes" PR - Brasil